# Schönheide
Schönheide település Németországban, azon belül Szászország tartományban. Lakosainak száma 4186 fő (2023. december 31.). Schönheide Steinberg és Stützengrün községekkel határos.

## Népesség
A település népességének változása:
| Lakosok száma | 4469 | 4433 | 4237 | 4216 | 4186 |
|               | 2017 | 2019 | 2021 | 2022 | 2023 |